# Ansa pedunculară
Ansa pedunculară (Ansa peduncularis) sau ansa Reil, ansa Gratiolet este un fascicul complex de fibre care se curbează în jurul marginii mediale a capsulei interne, un fasciculul principal a ei fiind pedunculul inferior al talamusului (radiația talamică inferioară). Ansa pedunculară conectează partea anterioară a lobului temporal (cortexul temporal), amigdala (nucleul amigdalian), cortexul olfactiv (piriform) și partea anterioară a hipotalamusului cu diverse nuclee talamice. Conține radiațiile  acustice (geniculotemporale), fibre amigdalotalamice, fibre amigdalohipotalamice, fibre amigdaloseptale.
Fibrele amigdalotalamice și amigdalohipotalamice a ansei pedunculare poartă numele de calea amigdalofugală ventrală.
Ansa pedunculară a fost descrisă de Johann Christian Reil, medic, neurolog, anatomist și histolog german  (1759–1813)și de Louis Pierre Gratiolet, anatomist francez (1815-1865) 
Bibliografie
- Rudolf Nieuwenhuys, Jan Voogd, Johan Voogd. The Human Central Nervous System. Fourth Edition 2008
- Uğur Türe, M. Gazi Yașargil, Allan H. Friedman, Ossama Al-Mefty. Fiber Dissection Technique: Lateral Aspect of the Brain. Neurosurgery, Vol. 47, No. 2, August 2000[nefuncțională]